# Kama Ruijie
Kama Ruijie (кит. 凯马锐捷) — серия малотоннажных грузовых автомобилей производства Kama Automobile Company (山东凯马汽车制造有限公司), выпуск которых начался в ноябре 2019 года. Версия пикапа получила индекс V16, а версия панельного фургона — S6.

## Описание
Объём грузового отсека фургонов Kama Ruijie составляет 5,4 м3, а колёсная база 3050 мм обеспечивает максимальное грузовое пространство. Колёсная база пикапа составляет 3600 мм. Kama Ruijie оснащён 1,6-литровым двигателем «DAM16KR» производства Dongan, который соответствует китайскому стандарту выбросов National VI. Мощность составляет 90 кВт, а крутящий момент — 158 Н·м.
С 2021 года Kama Ruijie S6 выпускаются только с электродвигателями, в то время как V16 по-прежнему выпускаются с бензиновыми двигателями.
Подразделение Dongfeng Automobile Co., Ltd. (DFAC) начало экспортировать Kama Ruijie на зарубежные рынки (включая Перу и Эквадор) под названиями Yufeng EM26 (панельный фургон) и DFAC Xiaobawang W18 (микроавтобус). Иные обозначения — Dongfeng W18 или M08. Фургон продаётся под названиями Dongfeng Captain W или Activan.

## Dongfeng Yufeng EM26
Dongfeng Yufeng EM26 (东风御风 EM26) является полностью электрическим фургоном производства Dongfeng. Он оснащён литий-железо-фосфатным аккумулятором ёмкостью 42 кВт⋅ч с запасом хода 220 км. Максимальная скорость составляет 90 км/ч.
- Dongfeng Yufeng EM26

## King Long Longyao 6
King Long Longyao 6 (厦门金金龙 龙耀耀6) производства King Long оснащён литий-железо-фосфатным аккумулятором ёмкостью 38,64 кВт⋅ч с запасом хода 210 км. Мощность электродвигателя 70 кВт, а крутящий момент — 230 Н·м.
- King Long Longyao 6

## New Gonow Shuailing
New Gonow Shuailing (新吉奥 帅凌) оснащён литий-железо-фосфатным аккумулятором ёмкостью от 41,6 до 49,8 кВт⋅ч с запасом хода от 290 до 330 км.
- Вид спереди
- Вид сзади

## Wanxiang T01
Wanxiang T01 (万象 T01) выпускается с августа 2022 года компанией Shanghai Wanxiang Automobile Co., Ltd. Он оснащён литий-железо-фосфатными аккумуляторами ёмкостью 38,016 кВт⋅ч с запасом хода 240 км. Мощность электродвигателя составляет 70 кВт, а крутящий момент — 230 Н·м.
- Вид спереди
- Вид сзади

## Foton Shidai EV6
Foton Shidai EV6 (时代EV6) выпускается с 2023 года компанией Foton Motor со светотехникой от Wanxiang T01.

## JAC Lanmao M2
JAC Lanmao M2 (蓝猫 М2) выпускается с 2023 года компанией JAC Motors с аккумулятором Gotionhightech ёмкостью 41,93 кВт⋅ч.

## Arra EW-1
Arra EW-1, выпускаемый компанией Arra, во многом имеет сходства с Dongfeng Yufeng EM26. Его сборка организована в Шанхае, а продажи начались в 2023 году в Мексике. EW-1 оснащён электродвигателем мощностью 100 кВт (134 л. с.) и крутящим моментом 220 Н⋅м, который развивает максимальную скорость 80 км/ч. Литий-железо-фосфатный аккумулятор ёмкостью 41,86 кВт⋅ч обеспечивает запас хода 260 км.